# Caledanapis sera
Caledanapis sera – gatunek pająka z rodziny Anapidae. Zamieszkuje Nową Kaledonię. Zasiedla ściółkę.

## Taksonomia
Gatunek ten opisany został po raz pierwszy w 1989 roku przez Normana I. Platnicka i Raymonda Roberta Forstera na łamach „Bulletin of the American Museum of Natural History”. Jako lokalizację typową wskazano Ouayaguette na Nowej Kaledonii. Epitet gatunkowy oznacza po łacinie „późny” i odnosi się do daty odłowu holotypu nieodległej od daty publikacji. Materiał typowy odłowiony został przez Simona i Annie Tillierów.

## Morfologia
Jedyny zmierzony samiec ma 1,24 mm długości ciała przy karapaksie długości 0,6 mm i szerokości 0,53 mm, a jedyna zmierzona samica 1,27 mm długości ciała przy karapaksie długości 0,68 mm i szerokości 0,53 mm. Ubarwienie karapaksu jest rudobrązowe. W widoku grzbietowym jest on owalny z silnie wystającymi oczami bocznymi. Sześcioro oczu rozmieszczonych jest w dwóch rzędach – zanikowi uległa para przednio-środkowa. Oczy pary tylno-środkowej stykają się ze sobą, w widoku przednim leżą wyżej niż oczy pary tylno-bocznej, a w widoku grzbietowym bardziej z przodu niż one. Oczy tylno-boczne stykają się z oczami przednio-bocznymi i oddalone są od tylno-środkowych o półtorakrotność średnicy. Nadustek jest u samca prawie pięciokrotnie, a u samicy czterokrotnie wyższy niż średnica oczu przednio-bocznych. Szczękoczułki są ciemnorudobrązowe, na przedniej krawędzi zaopatrzone w trzy zęby, z których dwa odsiebne zlane są w jedną strukturę na wspólnej płytce. Prawie pionowa warga dolna ma wcięty wierzchołek i długą ostrogę. Ciemnorudobrązowe z jaśniejszymi częściami odsiebnymi szczęki zaopatrzone są w skopule i serrule. Sternum również jest ciemnorudobrązowe. Odnóża są pomarańczowe, porośnięte delikatnymi szczecinkami. Kolejność par odnóży od najdłuższej do najkrótszej to I, II, IV, III. Uda, a w przypadku pierwszej pary też golenie i nadstopia zaopatrzone są w guzki, u samca znaczniej silniej wykształcone niż u samicy. Opistosoma (odwłok) samca jest szara z tyłem białym z dwoma parami ciemnych kropek przyśrodkowych, a bokami z ukośnymi białymi pasami. Na wierzchu opistosomy samca występuje przesunięte ku tyłowi i w tylnej jej ćwiartce wyraźnie zwężone skutum grzbietowe. Opistosoma samicy jest szara, wydłużona i z tyłu zwężona, zaopatrzona w skutum przednie, pozbawiona skutum grzbietowego. Genitalia samicy mają silnie poskręcane przewody spermatek, a środkową spermatekę pojedynczą, skierowaną ku tyłowi, w tyle wypuszczającą długą, nierowkowaną wypustkę. Nogogłaszczki samca mają rzepkę z wykrojoną brzusznie częścią odsiebną i długą apofizą dystalno-wentralną, goleń niemal zlaną z cymbium, wydatny wyrostek palpalny oraz wydłużony i zakrzywiony embolus z silniej rozdętym niż u C. pilupilu i C. insolita wierzchołkiem.

## Ekologia i występowanie
Pająk ten występuje endemicznie w lasach suchych oraz równikowych lasach deszczowych Nowej Kaledonii. Znajdywany jest na rzędnych od 480 do 680 m n.p.m. Zasiedla ściółkę.